# Pescia
Pescia (phát âm tiếng Ý: [ˈpeʃːa]) là một thành phố nằm ở tỉnh Pistoia, vùng Toscana, Ý. Nó nằm bên bờ sông Pescia, giữa hai thành phố Lucca và Firenze.

## Lịch sử
Các cuộc khai quật khảo cổ cho thấy rằng người Lombard đã xây dựng khu định cư đầu tiên ở đây trên các bờ sông. Tên của thành phố trên thực tế xuất phát từ từ tiếng Lombard của từ "pehhia" có nghĩa là "sông".
Lucca đã chiếm đóng và phá hủy Pescia trong thế kỷ 13, nhưng thị trấn đã nhanh chóng được xây dựng lại. Trong suốt thời Trung Cổ, Firenze và Lucca đã tranh giành thành phố, vì nó nằm ở biên giới giữa hai nước cộng hòa. Năm 1339, sau gần 10 năm chiến tranh, Firenze đã chiếm đóng nó thành công.
Nền kinh tế của thị trấn được hình thành từ nghề trồng dâu nuôi tằm. Bị Cái Chết Đen gây ra tổn thất nặng nề, Pescia đã vượt qua sự suy thoái về con người và kinh tế chỉ cuối thế kỷ sau đó (thế kỷ 15).
Vào cuối thế kỷ 17, Đại công tước của Toscana tuyên bố Pescia là "Thành phố của Đại công quốc Toscana". Vào thế kỷ 19, việc sản xuất lụa quan trọng đến mức Pescia được gọi là "tiểu Manchester của Toscana". Nền kinh tế của thị trấn sa sút sau cuộc xung đột thương mại giữa Pháp và Ý năm 1888. Sau khi Napoléon rời khỏi đã gây thiệt hại lớn cho nền kinh tế của thành phố, bởi vì ông đã thay thế tơ tằm bằng củ cải đường.
Từ năm 1925, những người Pescia đã tìm thấy một nguồn kinh tế thay thế với việc trồng trọt và buôn bán hoa cùng ô liu (từ cuối thế kỷ 19). Các cuộc ném bom trong Thế chiến thứ hai đã gây ra nhiều thiệt hại cho Pescia.

## Kinh tế
Các hoạt động kinh tế trong và xung quanh thành phố bao gồm trồng hoa (chủ yếu là hoa cẩm chướng) và sản xuất giấy. Làng Sorana là nơi nổi tiếng với loại đậu Sorana.

## Địa điểm tham quan
Thành phố có một số công trình kiến trúc đáng chú ý gồm nhà thờ chính tòa Pescia (thế kỷ 13), nhà thờ San Francesco (thế kỷ 13), dinh thự Palazzo del Vicario nay là tòa thị chính thành phố (thế kỷ 13), Palazzo Palagio (thế kỷ 12-13), Thư viện thành phố hay chợ hoa cũ.

## Thành phố kết nghĩa
- Nerja, Tây Ban Nha
- Oullins, Pháp